# René d'Avril
Pour les articles homonymes, voir Avril (homonymie) et Malgras.
René d'Avril, né Léon Malgras le 6 août 1875 à Toul et mort à Nancy le 3 août 1966, est un poète, journaliste et critique d'art français du XXe siècle.

## Biographie
Georges Marin Léon Malgras, né le 6 août 1875 à Toul, est le fils de Georges Antoine Sébastien Jean Malgras (1844-1918), conservateur des Eaux et Forêts, chevalier de la Légion d'honneur et de Jenny Alexandrine Marie Carrière (1847-1908).
Son père Georges est issu d'une famille de Saint-Dié-des-Vosges qui a donné des médecins. Sa mère Jenny est la sœur du poète Désiré Carrière qui a renoncé à la prêtrise pour se consacrer à la poésie et devient le premier président à Nancy de la Société de Saint-Vincent-de-Paul. C'est lui qui donne le virus littéraire à Léon Malgras qui étudie d'abord dans les Vosges, à Neufchâteau puis à l'université de Nancy où il obtient une licence ès lettres de philosophie en 1896. Inspiré par le parcours artistique de son oncle, il se lance très jeune dans la rédaction de poésies et devient directeur de la revue poétique La Grande Lorraine en 1900. Il reçoit dès 1901 le prix Guaita de l'Académie de Stanislas pour son œuvre poétique. 
En 1907, il fonde avec Marcel Knecht l'association Le Couarail à Nancy dont le but est de valoriser les artistes de la région lorraine par des manifestations et des remises de prix. Il se lie d'amitié avec le poète et médecin Paul Briquel, avec qui il publiera deux ouvrages.
Le 25 janvier 1909, il épouse à Nancy Marie Laurence de Bazelaire de Ruppière (1883-1929), dont le frère Louis est l'archevêque de Chambéry. Ils ont quatre enfants : Henri, décédé en déportation en Allemagne ; Étienne, prêtre à Nancy ; Denis, missionnaire au Mali ; et Geneviève.
Il est appelé pour faire son service militaire en septembre 1896 au 79e régiment d'infanterie. Passé dans la réserve en 1897, il est réformé en 1898 pour « faiblesse générale et voussure de la colonne vertébrale ». Lors de la Première Guerre mondiale, il est reconnu bon pour le service auxiliaire en décembre 1914 et intégré à la 22e section d'infirmiers militaires en novembre 1915 auprès des soldats aveugles à l'hôpital militaire des Quinze-Vingts à Paris.
René d'Avril est également un critique d'art dans les revues et journaux provinciaux et parisiens comme Le Cri de Nancy, L'Éclair de l'Est, L'Impartial de l'Est, L'Express de l'Est, L'Idée, Le Courrier musical, La Belle France ou L'Est républicain. Ainsi que L'Écho de Nancy sous l'Occupation.
Professeur d’histoire de la musique au conservatoire de Nancy en 1920, il est membre de l'Académie de Stanislas dont il est élu président par deux fois, en 1925 et en 1935.
René d'Avril meurt le 3 août 1966 à Nancy, où il est inhumé le 6 août 1966. En 1999 et en 2007, sa fille Geneviève confie les archives de son père aux archives départementales de Meurthe-et-Moselle (fonds Léon Malgras,).

## Œuvres principales
- Un jour puis l'autre, rondels, 1898
- Processions dans l'âme, 1900
- L’arbre des fées, poèmes, 1912
- Une voix qui s'est tue, 1949

## Distinctions
- Chevalier de la Légion d'honneur, décret du 21 janvier 1936[18],[12]
- Officier d'académie, 23 mars 1927[19]
- Officier de l'Instruction publique, 1932[20]
- Chevalier de l'ordre du Mérite agricole, 8 octobre 1926[21]
- Chevalier de l'ordre du Lion d'or de la maison de Nassau
- 1913 : Académie française - Prix Archon-Despérouses pour L’Arbre des fées[22]